# Mezinárodní filmový festival Karlovy Vary 2021
Mezinárodní filmový festival Karlovy Vary 2021 se konal od 20. srpna do 28. srpna 2021.

## Hlavní porota
- Eva Mulvad : režisérka
- Marta Nieradkiewicz : herečka
- Christos Nikou : režisér
- Angelikí Papoúlia : herečka
- Christoph Terhechte : ředitel festivalu

## Oficiální výběr

### Hlavní soutěž
- As Far as I Can Walk (Strahinja Banović) (Srbsko, režie: Stefan Arsenijević)
- At Full Throttle (Láska pod kapotou) (Česko, režie: Miro Remo)
- Atlas ptáků (Slovensko, režie: Olmo Omerzu)
- Boiling Point (Spojené království, režie: Philip Barantini)
- Každá minuta života (Česko, režie: Erika Hníková)
- The Exam (Ezmûn) (Irák, režie: Shawkat Amin Korki)
- The Land of the Sons (La terra dei figli) (Itálie, režie: Claudio Cupellini)
- Nö (Německo, režie: Dietrich Brüggemann)
- Le Prince (Německo, režie: Lisa Bierwirth)
- Zpráva o záchraně mrtvého (Česko, režie:Václav Kadrnka)
- The Staffroom (Zbornica) (Chorvatsko, režie: Sonja Tarokić)
- Wars (Kanada, režie: Nicolas Roy)

### Soutěž Na východ od Západu
- Blízcí (Polsko, režie: Grzegorz Jaroszuk)
- Jako sestry (Sestri) (Severní Makedonie, režie: Dina Duma)
- Jednotka intenzivního života (Česko, Adéla Komrzý)
- Jiná smečka (Külön falka) (Maďarsko, režie: Hajni Kis)
- Kořeny Roots (Koreni) (Srbsko, režie: Tea Lukač)
- Marťanské lodě (Česko, Jan Foukal)
- Na konci zimy (Poslije zime) (Černá Hora, Ivan Bakrač)
- Otarova smrt (Gruzie, Ioseb "Soso" Bliadze)
- Patchwork (Kypr, Petros Charalambous)
- Rus (Nuuccha) (Rusko, režie: Vladimir Munkuev)
- V běhu (Runner/Bėgikė) (Litva, Andrius Blaževičius)
- Zrcadla ve tmě (Česko, Šimon Holý)

## Ocenění[1]
- Křišťálový glóbus: As Far as I Can Walk (Strahinja Banović) (Srbsko, režie: Stefan Arsenijević)
- Zvláštní cena poroty: Každá minuta života (Česko, režie: Erika Hníková)
- Cena za režii: Dietrich Brüggemann, film Nö (Německo)
- Cena za ženský herecký výkon: Éléonore Loiselle, film Wars (Kanada, režie: Nicolas Roy)
- Cena za mužský herecký výkon: Ibrahim Koma, film As Far as I Can Walk (Strahinja Banović) (Srbsko, režie: Stefan Arsenijević)
- Zvláštní uznání:
  - Jelena Stanković, film As Far as I Can Walk (Strahinja Banović) (Srbsko, režie: Stefan Arsenijević)
  - Vinette Robinson, film Boiling Point (Spojené království, režie: Philip Barantini)
  - The Staffroom (Zbornica) (Chorvatsko, režie: Sonja Tarokić)
- Cena Na východ od Západu: Rus (Nuuccha) (Rusko, režie: Vladimir Munkuev)
- Zvláštní uznání v kategorii Na východ od Západu: Jednotka intenzivního života (Česko, Adéla Komrzý)
- Cena za mimořádný umělecký přínos světové kinematografii: Michael Caine
- Cena prezidenta festivalu: Ethan Hawke a Jan Svěrák